# Уайтфорд, Джесси
Дже́сси Уа́йтфорд (англ. Jessie Whiteford) — шотландская кёрлингистка.
Играла на позиции третьего.
В составе женской сборной Шотландии выиграла первый чемпионат Европы в 1975.
В 1984—1985 была президентом женской части Ассоциации кёрлинга Шотландии (англ. The Ladies’ Branch of The Royal Caledonian Curling Club).

## Достижения
- Чемпионат Европы по кёрлингу: золото (1975).
- Чемпионат Шотландии по кёрлингу среди смешанных команд: серебро (1976).
- Чемпионат Шотландии по кёрлингу среди ветеранов: золото (1984)[2].

## Команды
| Сезон                                          | Четвёртый       | Третий          | Второй          | Первый          | Запасной | Турниры   |
| ---------------------------------------------- | --------------- | --------------- | --------------- | --------------- | -------- | --------- |
| 1975—76                                        | Бетти Лоу       | Джесси Уайтфорд | Бет Линдсей     | Изобель Росс    |          | ЧЕ 1975   |
| 1984                                           | Nancy Whiteford | Джесси Уайтфорд | Lena Lockart    | Mary Stark      |          | ЧШВ 1984  |
| Кёрлинг среди смешанных команд (mixed curling) |                 |                 |                 |                 |          |           |
| 1976                                           | Jim Whiteford   | Джесси Уайтфорд | Robin Whiteford | Nancy Whiteford |          | ЧШСК 1976 |

(скипы выделены полужирным шрифтом)